# Stan Lee (stripauteur)
Stan Lee, geboren als Stanley Martin Lieber (New York, 28 december 1922 – Los Angeles, 12 november 2018), was een Amerikaanse schrijver en stripauteur. Hij is vooral bekend geworden als bedenker van superhelden en hun vijanden bij Marvel Comics, samen met Jack Kirby en Steve Ditko. Mede dankzij hun successen wist Marvel van een kleine uitgeverij uit te groeien tot een groot multimediaconcern. Bekende creaties van hem zijn onder andere: Spider-Man, Fantastic Four en Iron Man.

## Biografie

### Jeugd en vroege carrière
Toen Stanley negen was werd zijn enige broertje Larry Lieber geboren. De familie moest vanwege de Grote Depressie verhuizen van het rijkere deel van Manhattan naar de goedkope buurt Washington Heights, in het noorden van de borough.
Lee ging naar de DeWitt Clinton middelbare school. Al vanaf zijn jeugd hield hij van lezen en schrijven, en werkte parttime als schrijver van kleine stukjes voor de krant. Lee maakte uiteindelijk zijn school af in 1939, en ging werken voor WPA Federal Theatre Project.
Met de hulp van zijn oom Robbie Solomon, de schoonbroer van pulpmagazine- en stripboekuitgever Martin Goodman, kreeg Stanley een baan bij Timely Comics (het bedrijf dat uiteindelijk Marvel Comics zou worden). De eerste strip waar Stanley aan meewerkte was het verhaal "Captain America Foils the Traitor's Revenge" in Captain America Comics #3 (mei 1941). Hij schreef dit verhaal onder het pseudoniem "Stan Lee". Later liet hij zijn naam wettelijk veranderen in dit pseudoniem. Lee verklaarde dat hij zijn echte naam wilde gebruiken voor meer literair werk. Toen Joe Simon en Jack Kirby vertrokken bij Timely Comics, werd Lee de nieuwe editor.
In 1942 ging Lee bij het leger, waar hij werd ingezet bij de afdeling communicatie. Hij schreef mee aan handleidingen, trainingfilms en slogans, en vaak ook cartoons.
Midden jaren 50, toen het bedrijf Atlas Comics veranderde in Marvel Comics, schreef Lee aan verschillende stripgenres, waaronder romantiek, western, humor, sciencefiction en middeleeuwse avonturen.

### Marvel Comics
Tegen het einde van de jaren 50 deed DC Comics' uitgever Julius Schwartz het superheldengenre weer opleven. Marvel reageerde hierop door Lee de opdracht te geven een nieuw superheldenteam te bedenken. Lee’s vrouw drong erop aan dat hij iets nieuws zou proberen, aangezien hij al van plan was van carrière te veranderen en niets te verliezen had.
Lee ging hierop in door zijn superhelden anders te maken dan men tot dusver gewend was. In plaats van de “perfecte helden” zoals die tot dusver in de strips voorkwamen, waren zijn helden meer menselijk, met vaak ook slechte eigenschappen zoals hebzucht, ijdelheid, onzekerheid over hun eigen kunnen en 'alledaagse problemen' zoals verliefdheid. Lee’s nieuwe superhelden spraken het publiek zeer aan.
Samen met Jack Kirby bedacht Stan Lee de Fantastic Four. De strip werd zeer populair en Lee leidde de tekenaars van Marvel in het bedenken van meer van dit soort helden. Andere creaties waren de Hulk, Thor en X-Men.
Stan Lee’s “Marvelrevolutie” breidde zich uit tot voorbij de personages en verhaallijnen, en bouwde een soort gemeenschap tussen de fans en schrijvers. Gedurende de jaren 60 hield Lee toezicht op de productie van vrijwel alle Marvelseries. Hij had zelf een maandelijkse column genaamd "Stan's Soapbox".
Lee gebruikte zijn strips ook om zaken uit de “echte wereld” aan de kaak te stellen. Zo werd hem in 1971 gevraagd het gevaar van drugsgebruik duidelijk te maken in een strip. Lee deed dit door in een Spider-Man strip Spider-Mans beste vriend een drugsverslaafde te laten worden. Ook zaken als racisme en discriminatie kwamen in Lee’s strips voor, met name in de X-Menstrips. Tevens wilde hij zijn strips aangrijpen om de jeugd nieuwe woorden te leren, door zijn personages een uitgebreid vocabulaire te laten gebruiken.

### Latere carrière
In latere jaren werd Lee het gezicht van Marvel Comics. Hij bezocht stripboekbeurzen in heel Amerika en gaf lezingen over de strips. In 1981 verhuisde hij naar Californië om voor Marvel filmproducties te ontwikkelen. Hij had cameo’s in veel films gebaseerd op zijn strips.
In 2000 deed Lee voor het eerst iets voor DC Comics. Hij lanceerde de serie Just Imagine..., waarin hij zijn eigen draai gaf aan bekende DC-helden zoals Superman, Batman, Wonder Woman, Green Lantern en the Flash.
In 2005 klaagde Lee Marvel aan omdat hij niet zijn deel van de opbrengst van enkele Marvel-films had ontvangen. Hij kreeg 10 miljoen dollar uitbetaald.
In 2006 maakte Lee in een interview bekend dat hij een nieuwe superheld, Foreverman, bedacht speciaal voor een film.
In 2006 bracht Marvel ter ere van het feit dat Lee al 65 jaar voor hen werkte een speciale stripserie uit, waarin Stan Lee zelf enkele van de door hem bedachte personages ontmoet.
In 2007 begon POW! met het uitbrengen van een reeks direct-naar-video animatiefilms, gebaseerd op nieuwe superhelden bedacht door Lee.
In 2008 werkte Lee samen met Hiroyuki Takei aan de manga Karakuri Dôji Ultimo. In 2009 maakte Lee samen met de Japanse animatiestudio Bones de manga/animeserie Heroman. In 2010 werd de Stan Lee Foundation opgericht, die zich inzet voor het behoud van literatuur.
Op 12 november 2018 overleed hij aan een longontsteking. Stan Lee werd 95 jaar.

## Prijzen
Stan Lee heeft vele prijzen gewonnen voor zijn werk, waaronder een National Medal of Arts. Hij is officieel opgenomen in de Jack Kirby Hall of Fame in 1995. In 2011 kreeg hij een ster op de beroemde Hollywood Walk of Fame. In Los Angeles is 2 oktober sinds 2009 officieel 'Stan Lee-dag. In 2012 ontving hij van het Imagine Filmfestival de Career Achievement Award.

## Filmografie

### Cameo's in Marvelfilms
Stan Lee (de "Godfather van Marvel Comics") heeft diverse cameo's gehad in films die gebaseerd zijn op een van zijn stripcreaties.
- 1989: The Trial of the Incredible Hulk (televisiefilm) – Jurylid bij de rechtszaak tegen Dr. David Banner.
- 1996: Generation X (televisiefilm)
- 1998: Nick Fury: Agent of S.H.I.E.L.D. (televisiefilm)
- 2000: X-Men – Hotdogverkoper op het strand.
- 2002: Spider-Man – Omstander bij het World Unity Festival, die tijdens de aanval van de Green Goblin een meisje redt van vallend puin.
- 2003: Daredevil – Man die door de jonge Matt Murdock wordt tegengehouden wanneer hij op het punt staat al lezend de straat over te steken.
- 2003: Hulk – Bewaker die praat met andere bewaker
- 2004: Spider-Man 2 – Man die vallend puin ontwijkt en wederom een andere omstander redt.
- 2005: Fantastic Four – Postbode van de Fantastic Four, Willie Lumpkin. Dit is Lee's eerste cameo waarin hij een door hem bedacht personage speelt.
- 2006: X-Men: The Last Stand – Een van Jean Grey's buren in de openingsscène, die zich 20 jaar voor de rest van de film afspeelt. Hij is de man met de waterslang.
- 2007: Spider-Man 3 – Man die samen met Peter Parker een nieuwsbericht leest op een gevel op Times Square. In deze cameo praat Stan Lee ook even met Peter.
- 2007: Fantastic Four: Rise of the Silver Surfer – Gast die wordt geweigerd op de bruiloft van Reed Richards en Susan Storm.
- 2008: Iron Man – Man die op een benefietfeest door Tony Stark aangezien wordt voor Hugh Hefner.
- 2008: The Incredible Hulk – Man die een flesje frisdrank koopt waar per ongeluk een druppel bloed van Bruce Banner/de Hulk in is gevallen.
- 2010: Iron Man 2 – Man die op de opening van de Stark Expo aangezien wordt voor Larry King.
- 2011: Thor – Man die met zijn pick-uptruck en een ketting probeert Thors hamer, Mjolnir, van zijn plaats te krijgen, met als gevolg dat de achterklep van zijn pick-up afbreekt.
- 2011: Captain America: The First Avenger – Generaal in de Tweede Wereldoorlog die aanwezig is bij de ceremonie waarin Captain America een medaille zal krijgen, maar niet op komt dagen. Hij ziet de man die Captain America's afwezigheid komt melden aan voor Captain America zelf en merkt op dat Captain America kleiner is dan hij verwacht had.
- 2012: The Avengers – Man die tijdens een reportage over de Avengers wordt geïnterviewd en te kennen geeft dat volgens hem het idee van superhelden in New York belachelijk is.
- 2012: The Amazing Spider-Man – Man die (met koptelefoon op) in de schoolbibliotheek wat boeken aan het ordenen is terwijl Spiderman en the Lizard aan het vechten zijn op de achtergrond.
- 2013: Iron Man 3 – Man die op een monitor in een bestelbusje waarin de regie van een show gereguleerd wordt verschijnt als jurylid bij een schoonheidswedstrijd.
- 2013: Thor: The Dark World – Patiënt in een inrichting.
- 2014: Captain America: The Winter Soldier – Bewaker in het Smithsonian-museum.
- 2014: The Amazing Spider-Man 2 – Gast bij de diploma-uitreiking van Peter en Gwen.
- 2014: Guardians of the Galaxy – Xandriaanse man die zich afvraagt waar zijn vrouw is terwijl hij flirt met een meisje van rond de 20.
- 2014: Big Hero 6 – Is te zien op een schilderij en fysiek in de post-credit scène, als de stem van de vader van Fred.
- 2015: Avengers: Age of Ultron – Probeert op het feest van Tony Stark een sterk drankje en wordt vervolgens dronken afgevoerd.
- 2015: Ant Man – Barman.
- 2016: Deadpool – Stripclub-dj.
- 2016: Captain America: Civil War – Bezorger FedEx.
- 2016: X-Men: Apocalypse – Bange inwoner.
- 2016: Dr. Strange – Man in de bus als Dr. Strange tegen het busraam valt.
- 2017: Guardians of the Galaxy Vol. 2 – Astronaut, pratend met wezens die in de comics de 'Watchers' heten.
- 2017: Spider-Man: Homecoming – Boze buurman.
- 2017: Thor: Ragnarok – Kapper die Thors haar knipt.
- 2018: Black Panther – Komt bij een gokspel staan.
- 2018: Avengers: Infinity War – Buschauffeur van Spider-Man.
- 2018: Ant-Man and the Wasp – Eigenaar van de auto die wordt gekrompen.
- 2018: Venom - Man die zijn hondje uitlaat.
- 2018: Spider-Man: Into the Spider-Verse - Man die Miles het Spider-Man pak verkoopt.
- 2019: Captain Marvel - Man die script leest in de metro
- 2019: Avengers: Endgame - Hippie in een auto die roept ‘Make love, not war!' in de jaren ‘70.

### Overige filmografie
In een aantal films en series had Stan Lee een rol, meestal als zichzelf:
- 1990: The Ambulance
- 1994: Jugular Wine: A Vampire Odyssey
- 1995: Mallrats
- 1998: een geanimeerde versie van Stan Lee is te zien in de aflevering Apokolips...Now!: Part II van Superman: The Animated Series.
- 1998: Spider-Man: The Animates Series: een geanimeerde versie van Stan Lee verscheen in de laatste aflevering.
- 2002: Een animatieversie van Stan Lee verscheen in de animatieserie The Simpsons in de aflevering “I Am Furious Yellow” (28 april 2002). Stan Lee deed de stem van zijn geanimeerde versie.
- 2002-2017: The Simpsons
- 2004: The Princess Diaries 2: Royal Engagement
- 2006: Who Wants to Be a Superhero?, realitysoap met Stan Lee als presentator.
- 2006: Heroes, in de 16e aflevering speelt Stan Lee een buschauffeur die Hiro Nakamura begroet.
- 2010: The Big Bang Theory, in aflevering 16 van seizoen 3 speelt Stan Lee zichzelf.
- 2010: Black Panther - hierin doet Lee de stem van het personage Generaal Wallace
- Lee heeft een gastrol als zichzelf in het vijfde seizoen van Entourage.
- 2010: Stan Lee's Superhumans, een documentaireserie met Lee als presentator.
- 2012-2016: Ultimate Spider-Man, als de stem van conciërge van de school van Peter Parker.
- 2013: Phineas and Ferb, in de speciale Marvel aflevering als de stem van de New York hotdog verkoper en de verteller.
- 2013: LEGO Marvel Super Heroes: Maximum Overload, als de stem van de hotdog verkoper.
- 2013-2015: Hulk and the Agents of S.M.A.S.H., als de stem de burgemeester in 6 afleveringen.
- 2014: Agents of S.H.I.E.L.D., in aflevering 13 van seizoen 1 heeft Lee een kleine rol als passagier van de trein waar de hoofdpersonen zich ook in bevinden.
- Lee doet de stem van de burgemeester van Superhero City in de serie Super Hero Squad Show.
- 2015: Agent Carter- in aflevering 4 heeft Stan Lee een cameo als een man in New York die zijn schoenen laat poetsen, en Howard Stark vraagt of hij de sportpagina van de krant die Howard leest mag hebben.
- 2017: LEGO Marvel Super Heroes - Guardians of the Galaxy: The Thanos Threat - als de stem een passagier.
- 2017-2018: Spider-Man - als de stem van de cameraman.
- 2017-2020: Big Hero 6: The Series - als de stem van Fred's vader.
- 2018: Guardians of the Galaxy - als stem van zichzelf.
- 2018: Teen Titans Go! To the Movies - als stem van zichzelf, die voor het eerst een cameo maakt in een DC Comics-film.
- 2019: Avengers Assemble - als stem van de leger generaal.